# Diocèse de Winchester
Le diocèse de Winchester (en anglais : diocese of Winchester) est un diocèse anglican de la Province de Cantorbéry. Son siège est la cathédrale de Winchester. Fondé en 676, il est l'un des plus anciens diocèses d'Angleterre. Aujourd'hui, le diocèse s'étend sur la majorité du comté du Hampshire, sauf le coin nord-est et la majorité du sud-est, et aussi une partie du Dorset ; mais historiquement son territoire s'étendait sur tous les comtés historiques du Hampshire (avec l'île de Wight) et du Surrey.

## Archidiaconés
Le diocèse se divise en deux archidiaconés :
- L'archidiaconé de Bournemouth
- L'archidiaconé de Winchester